# Santa Bárbara (kommun), Argentina
Departamento de Santa Bárbara är en kommun i Argentina.   Den ligger i provinsen Jujuy, i den norra delen av landet, 1 300 km norr om huvudstaden Buenos Aires.
I omgivningarna runt Departamento de Santa Bárbara växer i huvudsak lövfällande lövskog. Runt Departamento de Santa Bárbara är det mycket glesbefolkat, med 4 invånare per kvadratkilometer.